# Carapus
Carapus is een geslacht van straalvinnige vissen uit de familie van parelvissen (Carapidae).

## Soorten
- Carapus acus (Brünnich, 1768) – Parelvis
- Carapus bermudensis (Jones, 1874)
- Carapus boraborensis (Kaup, 1856)
- Carapus dubius (Putnam, 1874)
- Carapus mourlani (Petit, 1934)
- Carapus sluiteri (Weber, 1905)